# Municipio de Jefferson (condado de Lackawanna)
El municipio de Jefferson (en inglés: Jefferson Township) es un municipio ubicado en el condado de Lackawanna en el estado estadounidense de Pensilvania. En el año 2000 tenía una población de 3.592 habitantes y una densidad poblacional de 41.4 personas por km².

## Geografía
El municipio de Jefferson se encuentra ubicado en las coordenadas 41°31′00″N 75°28′59″O / 41.51667, -75.48306.

## Demografía
Según la Oficina del Censo en 2000 los ingresos medios por hogar en la localidad eran de $43,154 y los ingresos medios por familia eran de $48,966. Los hombres tenían unos ingresos medios de $32,664 frente a los $22,324 para las mujeres. La renta per cápita de la localidad era de $19,021. Alrededor del 4,5% de la población estaba por debajo del umbral de pobreza.